# 加藤啓
加藤 啓（かとう けい、1974年12月4日 - ）は、日本の俳優。拙者ムニエルのメンバー。愛知県出身。早稲田大学卒。吉本興業所属。

## 略歴
- 時習館高校在学時に演劇部に所属[4]。喜劇のシーンで「自分の表現にお客さんが反応してくれたことが嬉しかった」と語る[4]。
- 演劇の道を志し、早稲田大学に進学。劇団飛行天幕を経て、1994年に村上大樹らと共に拙者ムニエルを結成し、看板俳優となる。カムカムミニキーナ、阿佐ヶ谷スパイダース、宇宙レコード、猫のホテル、ナイロン100℃、劇団鹿殺し、ヨーロッパ企画など多数の劇団に客演（#舞台参照）。
- 2006年に動物電気の辻修と「モッカモッカ」を結成[5]。e+ Theatrix!での動画連載や[6]、コントライブ（#コントライブ）を行う。
- 2016年に、監督を務めた映画『晴樹のサンダルが脱げそう』と[7]、『ねえこの凹（あなぼこ）にハマる音をちょうだい』が公開された[1][4]。
- 2020年に佐藤貴史と「またはブライアン」を結成[8]。
- その他に「加藤啓アワー」でコントオムニバス芝居の企画と演出をしている[9]。

## 人物
- 趣味はフットサル、絵を描く、散歩。好きな食べ物はみかん。池谷のぶえが連載している記事の中にも「ミカンが大好きでよく食べるんです。7個くらいの袋に入ったやつをよく買うのですが、いつの間にかなくなっていて困ってます」とあり、好物であることが窺える[10]。
- 拙者ムニエルの結成メンバーの村上大樹は高校の先輩であり、大学では村上が浪人したため同級生となる。大学2年生の時に加藤が村上に声をかけ、拙者ムニエル結成に至った[11]。
- 俳優として他劇団への客演もさることながら、コントライブの企画や演出、映画監督を務めるなど活動の幅を広げている。

## 出演

### 舞台
1994年
- 拙者ムニエル『8mblue』（6月）
- 拙者ムニエル『ONE PLUS ONE+1』（10月）
- 拙者ムニエル『Yodel soup（christamas）』（12月）

1995年
- 拙者ムニエル『将軍』（6月）
- 拙者ムニエル『モンブラン』（10月）

1996年
- 拙者ムニエル『punch de DEAD（殴り屋トム）』（5月 - 6月）
- 拙者ムニエル『光沢GIRLS』（11月）

1997年
- カムカムミニキーナ『鈴木の大地』（5月） - セサミ 役 他
- 拙者ムニエル『ボンレス波止場』（10月）
- 拙者カム姉妹『ジャブレター』（12月）

1998年
- 拙者ムニエル『ビバ！ヤング！』
  - スクエア（3月4日、 パルテノン多摩 ）
  - ヒップ（3月19日 - 22日、萬スタジオ）

- 拙者ムニエルプレゼンツ 拙者ムニエル夫人『くぼんだフェイス』（5月7日 - 12日、早稲田どらま館）
- ピジョン『覆面発表会1 こどもの城兵糧ぜめ』（7月）
- 拙者ムニエル『キャベツがどっさり』（10月）
- 阿佐ヶ谷スパイダース『鮫’98〜哀しみジョウズ〜』（10月 - 11月） - 均 役

1999年
- ピジョン『平安京』（1月、青山円形劇場）
- 拙者ムニエル『DX寿姫』（6月）
- 拙者ムニエル『喰らわせたいの〜花椿花子 BLOWING UP〜』（10月）
- 阿佐ヶ谷スパイダース『スキャンティ・クラシッコ』（12月） - 三宅 / 武田 役

2000年
- 拙者ムニエルプレゼンツ『猫演劇フェスティバル』（2月）
- メオト綺想曲（4月）
- 拙者ムニエル『新しきペンギンの世界』（7月） - 夏木 役
- 拙者ムニエル『星星瞳星キラリ』（11月）
- カムカムミニキーナ『鈴木の大地』（12月）

2001年
- 拙者ムニエル 春の祭典SPECIAL2001「KING&QUEEN&JOKER」（3月）
- 宇宙レコード 『毛』（5月）
- 双数姉妹と啓『エンゼルセット』（7月）
- 拙者ムニエル『絶叫家族』（8月 - 9月）
- ニッキーズ・パビリオン（10月）

2002年
- 拙者ムニエル『愛のいったりきたり劇場』（2月）
- 阿佐ヶ谷スパイダース『十字架』（3月）
- 宇宙レコード『いいえっショッピングです』（5月）
- 拙者ムニエル『新宿ギリギリ学園』（10月）
- 猫のホテル『起きてる者はいないのか！』（12月 - 2003年1月） - ジーザス 役（東京公演に出演）

2003年
- ヴィレッヂプロデュース『1989』（2月）
- 拙者ムニエル『グッド・アイデアマンズ・ユニーク・アドベンチャー』（6月） - リュウノスケ 役
- パルコ・プロデュース『ウィー・トーマス WEE THOMAS』（8月） - ブレンダン 役
- 拙者ムニエル『HYPER DX寿姫』（11月 - 12月）

2004年
- 三鷹市芸術文化センター+猫のホテルプロデュース「座長祭り2004」（2月）
- 拙者ムニエル『バカが見る夢すごい夢』(7月）
- 拙者ムニエル『不思議インザハウス』（11月17日 - 21日、下北沢 本多劇場）

2005年
- 気ままにミッドナイト・タイフーン（3月）
- M&Oプロデュース『センター街』（6月）
- ザ・おさむショー『YELLOW』（7月）
- 拙者ムニエル『FUTURE OR NO FUTURE』（9月29日 - 10月10日、THEATER/TOPS）

2006年
- 月影十番勝負第十番『約束』（3月）
- 劇団、本谷有希子（アウェー）『密室彼女』（5月） - マナベ / 須藤 役
- 拙者ムニエル『華なき子』（6月）
- ペンギンプルペイルパイルズ『道子の調査』（8月 - 9月）
- 拙者ムニエル『面白く山をのぼる』（10月4日 - 11日、THEATER/TOPS）
- ナイロン100℃『ナイス・エイジ（再演）』（12月） - 万城目達人 / 想子の恋人？ 役

2007年
- 演劇キックプロデュース『レミゼラブ・ル』（4月）
- 赤坂RED/THEATERプロデュース『絢爛とか爛漫とか』（5月）
- カリカコント『MEETS』（6月）
- 拙者ムニエル『ヤバ口さんちのツトム君！』（7月 - 8月）
- 劇団鹿殺し『殺 ROCK ME！』（9月） - ヨカマン / ベースの貧乏太 役
- 忘れられない人（10月 - 11月）
- 劇団、本谷有希子 第13回公演『偏路』（12月）

2008年
- 月影番外地『物語が、始まる』（4月 - 5月） - 本城 役
- 春子ブックセンター（6月）
- ひみつ集会VOL.9（6月） - ゲスト
- 拙者ムニエル『悪い冗談のよし子』(7月 - 8月）
- 友達（11月）

2009年
- wat mayhem『パンク侍、斬られて候』（1月 - 2月） - 幕暮孫兵衛 役
- 音楽劇『三文オペラ』（4月）
- 拙者ムニエル15周年杵公演『リッチマン』（6月）
- 漂流教室〜大人たちの放課後〜 （9月）
- 困ったメン（12月）

2010年
- NECK（2月）
- 姫子と7人のマモル（12月）

2011年
- ヨーロッパ企画 永野宗典不条理劇場『虚業』（1月）
- 劇団宝船『愛の躯［ムクロ］』（4月） - 欧彦 役
- トラストいかねぇ（7月 - 8月）
- 僕たち天正遣欧少年使節（10月）
- ヨーロッパ企画presents加藤啓アワー『私、光ってなかった？』（10月）

2012年
- We Love 兄さん!!〜ボクらの兄さん、イケてなくなくない!?〜（4月）
- MACBETH（8月）
- 阿呆の鼻毛で蜻蛉をつなぐ（9月）
- ヨーロッパ企画第31回公演『月とスイートスポット』（11月 - 12月）

2013年
- STRANGE FRUIT（5月 - 6月）
- 刑事・ル（でかる）（7月）

2014年
- 財団、江本純子『人生2ねんせい』（5月 - 6月） - 片岡 役 他
- とくお組 第23回公演『銀河ホテル〜たまプラーザ店』（7月）
- ヨーロッパ企画『ビルのゲーツ』（8月 - 10月）
- る・ひまわりプロデュース『健ドン！（仮）』（10月）
- 劇団スパイスガーデン第7回公演『男たちの馬鹿』（11月）
- 聖☆明治座・るの祭典（12月） - 仙人 役
- リズム&ライス〜その男のリズム〜（2014年12月）
- る・コン 〜あんなこと、こんなことあったでSHOW〜（12月）

2015年
- とくお組第24回公演『光沢のある赤いスイッチ』（1月）
- SCARLET LABEL『うさぎとシーラカンス。』（2月 - 3月）
- 拙者ムニエル 『わくわくステーション』（4月）
- ヨーロッパ企画 『俺の白飯を超えてゆけ!!』（6月）
- 少年社中 第31回公演『旅人食堂』（7月）
- 幕末太陽傳（9月）
- 月刊「根本宗子」第11号『超、今、出来る、精一杯。』（11月）

2016年
- 私のホストちゃん THE FINAL〜激突！名古屋栄編〜（1月） - シナガワ 役
- SHATNER of WONDER 4『ソラオの世界』（7月） - セプテンバー所長 役

2017年
- SENGOKU WARS〜RU・TENエピソード2〜猿狸合戦（2月） - 服部半蔵 / なか / 朝日姫 / ねね 役
- THE YASHIRO CONTE SHOW「魔王コント」（4月）
- access STAGE vol.3（6月） - MC
- Cucumber+三鷹市芸術文化センターPresents 土田英生セレクションvol.4『きゅうりの花』（7月 - 8月）
- 三途会〜私の人生は罪ですか？〜（11月）
- THE YASHIRO CONTE SHOW「ReLOVE」 （12月）
- ゆく年く・る年冬の陣 師走明治座時代劇祭（12月・2018年1月）

2018年
- 劇団かもめんたる『尾も白くなる冬』（1月 - 2月） - 白木ヒロキ 役
- 白痴（3月 - 4月） - 社長 役
- モニタリンGood!〜それが大事〜（7月） - メンテナンス業者の男 役
- 八王子ゾンビーズ（8月）
- テアトロコント vol.29（8月）
- 佐藤貴史 presents 喧嘩ウォーズ〜ざけんなよ〜（9月）
- セールスマンの死（11月） - バーナード 役
- 歳が暮れ・るYO 明治座大合戦祭（12月・2019年1月） - 直江兼続 役

2019年
- 最貧前線（8月 - 10月）
- 明治座の変 麒麟にの・る（12月）

2020年
- る・ぽえ（1月） - 森鷗外 / 小林秀雄 役
- またはブライアン『完全にそうだけど恋をしようよ』（2020年9月）
- とくお組『クッキング！』（10月）
- 忠臣蔵 討入・る祭（12月）

2021年
- セールスマンの死（1月）
- とくお組 第26回公演『林檎の軌道』（3月）
- BACK TO THE MEMORIES（4月）
- 終末のワルキューレ（11月） - ゼウス 役
- 明治座で逆風に帆を張・る!!（12月）

2022年
- 加藤啓アワー「オレ、産まれたぞ！」（3月 - 4月）
- ざんねんないきもの事典（8月） - イルカのけいすけ / 南野変哲 役
- 女の友情と筋肉 THE MUSICAL（9月 - 10月）

2023年
- 重要物語（1月 - 2月）
- たぶんこれ銀河鉄道の夜（2023年3月 - 4月）
- 加藤啓アワー「バカ息子は光を放つ」（10月）
- ながされ・る君へ 足利尊氏太変記（12月） - 長崎円喜 / 北畠親房 役

2024年
- 加藤啓アワー「ブルー&スカイにやらされる即興」（5月）
- もえ・る剣（12月 - 2025年1月） - 近藤勇 役

2026年
- 鬼太郎誕生 ゲゲゲの謎（1月 - 2月〈予定〉） - 龍賀孝三 役

### 映画
- 近未来蟹工船 レプリカント・ジョー（2002年） - 城裕樹 役[132][133]
- 偶然にも最悪な少年（2003年） - 車椅子の男 役[134]
- 星になった少年（2005年） - イベント会場の男 役[135]
- 笑う大天使（2006年） - 更科孝志 役[136]
- 天秤をゆらす。（2016年） - 佃 役[137]
- アストラル・アブノーマル鈴木さん（2019年）[138]
- 岡野教授の南極生物譚（2020年） - 北見高雄 役[139]
- SHELL and JOINT（2020年）[140]
- 肉態問答（2022年）[141]
- 回廊とデコイ（2023年）[142]

### テレビドラマ
- 綾辻行人・有栖川有栖からの挑戦状 安楽椅子探偵とUFOの夜（2003年、朝日放送）[143]
- 世にも奇妙な物語 春の特別編「誘い水」（2004年、フジテレビ） - 警官 役[144]
- 劇団演技者。「冬のユリゲラー」（2005年）[145]
- 君は空を見てるか（2011年、フジテレビ） - 高梨将弘 役[146]
- たぶらかし 代行女優業・マキ 第2話（2012年、日本テレビ）[147]
- インテリワードBAR 見えざるピンクのユニコーン（2015年、BSジャパン） - 天使 役[148]
- 新・ミナミの帝王（2018年、関西テレビ） - 大村伸治 役[149][150]
- おっさんずラブ 第4話（2018年）[151]
- モトカレマニア（2019年、フジテレビ / 関西テレビ ）[152]
- SUITS / スーツ2 第6話（2020年、フジテレビ） - 安斎芳樹 役[153][154]
- 半沢直樹（2020年、TBS） - 清田正伸 役[155]
- 大河ドラマ 麒麟がくる（2020年、NHK総合） - 辰五郎 役[156][157]
- 川のほとりで（2021年4月、WOWOWプライム）[158]
- 浅草ラスボスおばあちゃん 第1話（2025年7月5日、東海テレビ・フジテレビ） - 張 役[159]

### 配信ドラマ
- アスアブ鈴木（2018年、YouTube）[160]
- ＃声だけ天使（2018年、ABEMA） - ミクリヤ・ヒカル 役[161]

### ネット配信
- またはブライアンTV（2020年4月、YouTube）[8]

### ライブ
- モッカモッカコントライブ
  - 薬丸君と薬師丸君（2006年1月）
  - バッタが邪魔で乳首が見えない（2007年3月）[55]
  - I WANT YOU I WANT YOU（2008年2月 - 3月）[162][163]
  - 泳ぐから荷物みといて（2010年3月）[164]
- SLUSH-PILE. FESTIVAL 「演劇人ばかりの大喜利大会2」（2011年6月）[165]
- 演劇人ばかりの大喜利大会3（2012年1月）[166]

### イベント
- カトケー・ハルキの短編映画祭（2016年7月）[7]

### CM
- 白木屋 「キャンペーン たまには好きなだけ楽しんでください」（2002年）[167]
- 大塚ベバレジ MATCH「電車で闘う人々・コラボボトル・プレゼント CM版 電車男篇」（2005年）[167]
- ウィルコム「企業 田中部長・通話無料 田中部長篇」（2005年）[167]

## 作品

### 映画
- 晴樹のサンダルが脱げそう（2016年） - 監督[7]
- ねえこの凹にハマる音をちょうだい（2016年） - 監督[168]

### 脚本
- 僕等の図書室  2時間目「マッチ売りの少女原田」（2016年）[169]

## 書籍
- 木俣冬 編『ぼくのいばしょ。加藤啓』ネルケ出版〈エンゲキからはじめました〉、2003年。